# 小行星17184
小行星17184（17184 Carlrogers）是一颗绕太阳运转的小行星，为主小行星带小行星。该小行星于1999年11月13日发现。

## 轨道参数
小行星17184的轨道半长轴为3.0611743 UA，离心率为0.067。